# Кастрокаро Терме е Тера дел Соле
Кастрокаро Терме е Тера дел Соле (итал. Castrocaro Terme e Terra del Sole) је насеље у Италији у округу Форли-Чезена, региону Емилија-Ромања.
Према процени из 2011. у насељу је живело 5555 становника. Насеље се налази на надморској висини од 68 м.

## Становништво
| 1951. | 1961. | 1971. | 1981. | 1991. | 2001. | 2011. |
| ----- | ----- | ----- | ----- | ----- | ----- | ----- |
| 5.583 | 4.887 | 4.399 | 5.005 | 5.331 | 6.025 | 6.512 |